# Трстіє (потік)
Трстіє (словац. Tŕstie) — річка в Словаччині, ліва притока Яблонки, протікає в окрузі Нове Место-над-Вагом.
Довжина — 18-21.7 км.
Бере початок в масиві Білі Карпати — на висоті 700 метрів на схилі гори Чупец. Протікає містом Стара Тура і селом Вадьовце. Приймає води потока Костолник.
Впадає у Яблонку біля села Граховіште на висоті 212 метрів.